# Godshuis Van Volden

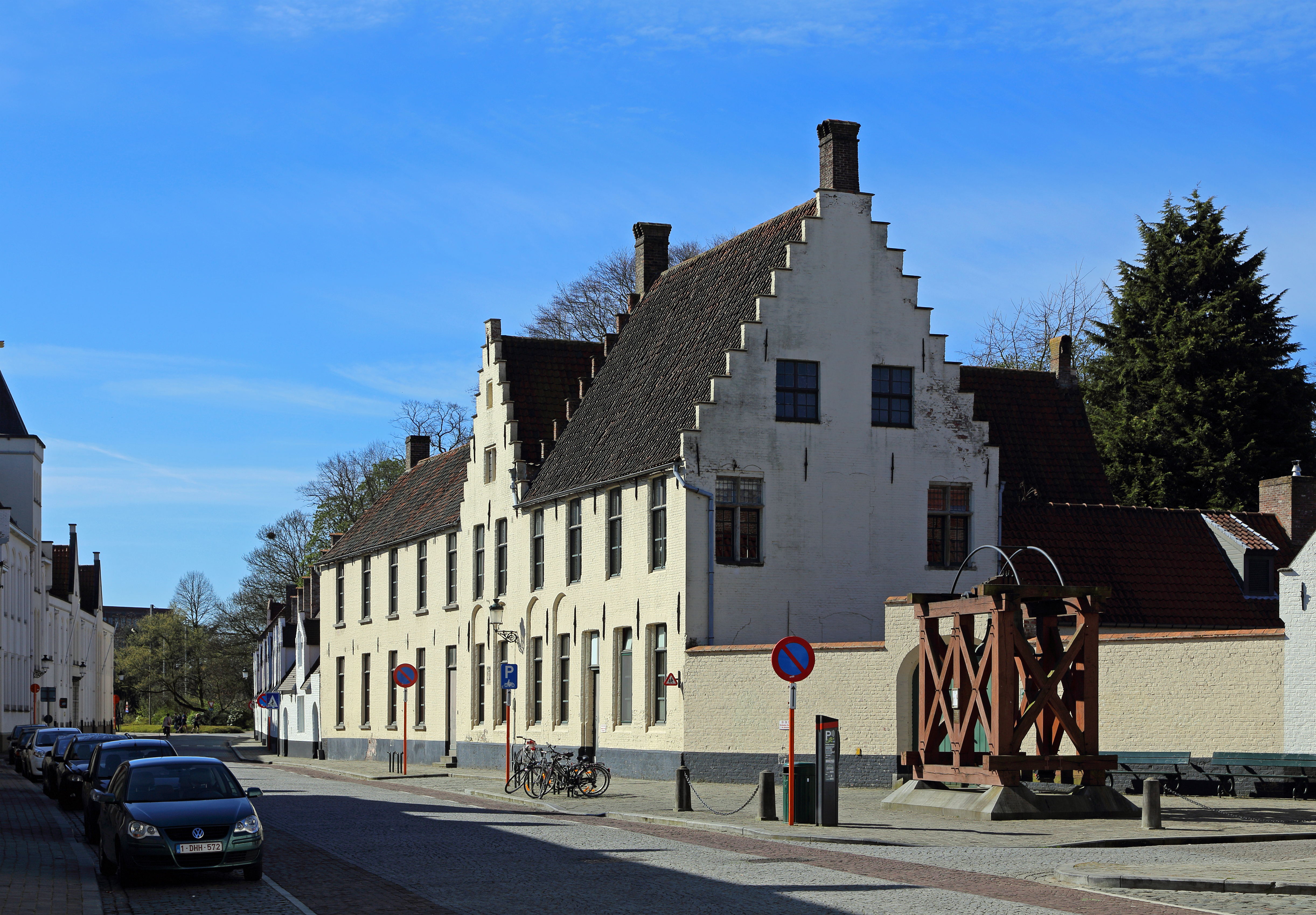
Godshuis Van Volden

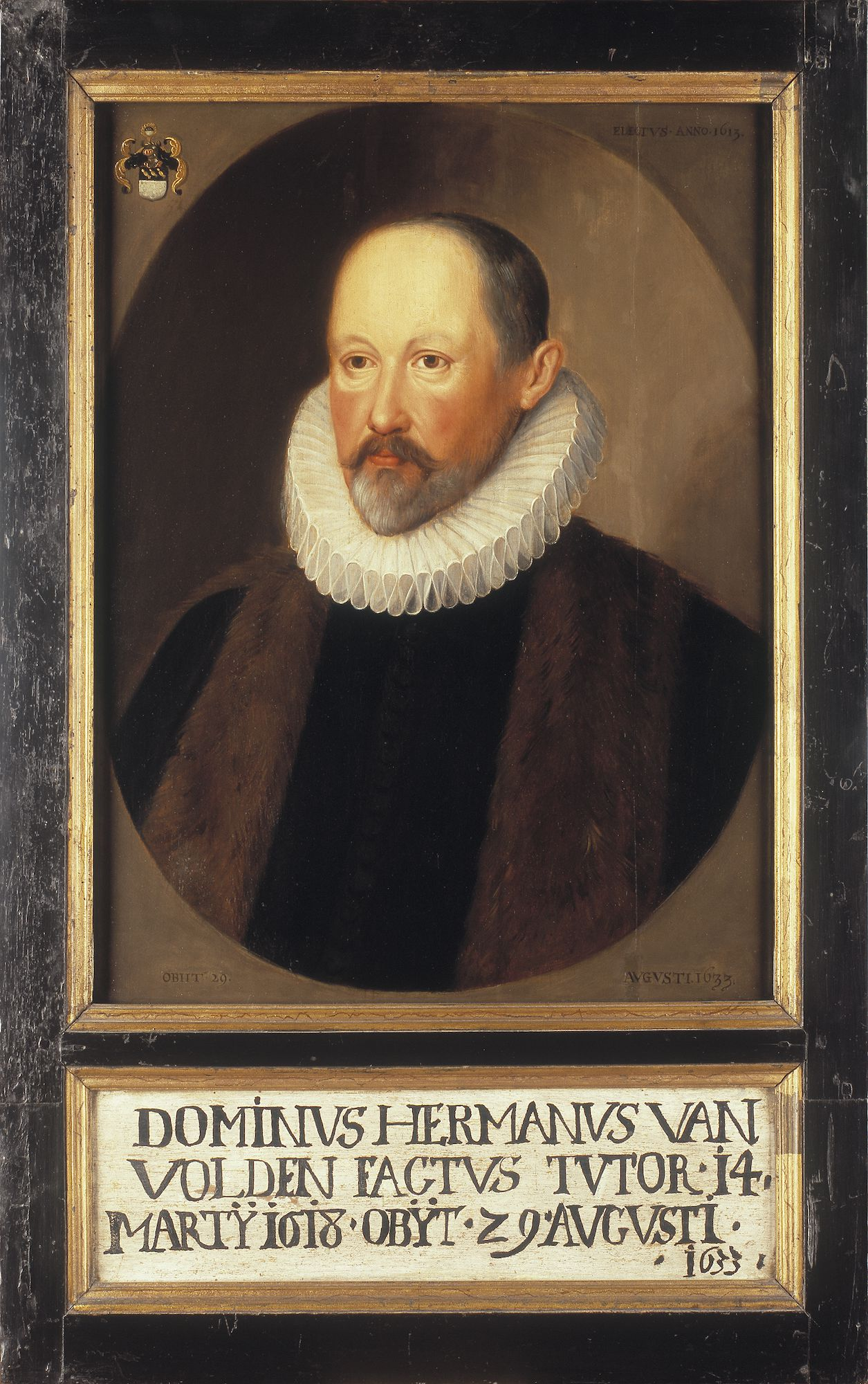
Herman van Volden (1550-1633). Portret door Jacob van Oost I (Musea Brugge).

Van Volden is een Brugse godshuisstichting uit de zeventiende eeuw.

## Geschiedenis
De geschiedenis van de plek in de Boeveriestraat klimt op tot in de veertiende eeuw. Hier stond het gasthuis Sint-Hubertus-ten-Dullen, waar geesteszieken werden opgenomen, alsook vondelingen. In 1600 fuseerde het gasthuis met het rechtover gelegen Sint-Juliaans.
In 1614 kochten de broers Gerard (1548-1625) en Herman  van Volden (ca. 1550-1633) het vroegere Sint-Hubertus. Ze stichtten er in het bestaande gebouw een godshuis, bestemd voor acht bejaarde mannen en voor een huisbewaarder. De zonen van Gerard, Jacob en Maximiliaan Van Volden voegden er nog vier plaatsen aan toe. Als voogd over het godshuis werd de Meester van Sint-Juliaans aangesteld.
In 1796, zoals alle godshuizen, eigendom geworden van de Commissie van Burgerlijke Godshuizen, werd het in 1806 omgevormd tot een gesticht voor dertig onvermogende en ongeneeslijke mannelijke patiënten. Het gebouw werd uitgebreid en telde in 1883 achtennegentig bewoners. In 1910 werd het gebouw ontruimd: de mannen verhuisden naar het Sint-Juliaansgasthuis en de vrouwen naar de kliniek van de Zusters van Liefde aan het Minnewater. Tijdens de Eerste Wereldoorlog gebruikten de Duitsers het gebouw. Van 1923 tot 1931 werden er dakloze gezinnen in opgevangen. 
In de negentiende en de twintigste eeuw werd het gebouw nogal fel aangepast, en de sporen van de oorspronkelijke bouw werden zeldzaam. Het gebouw bleef lang ongebruikt en was vervallen toen de Commissie van Openbare Onderstand in 1978 besliste er een diensten- en vergadercentrum van te maken. De renovatiewerken werden in 1983 voltooid.
Van Volden is sinds 1974 beschermd als monument.